# Gendenwitha Vallis
La Gendenwitha Vallis è una struttura geologica della superficie di Venere.